# مايك ريان (لاعب كرة قاعدة أمريكي)
مايك ريان (بالإنجليزية: Mike Ryan) هو لاعب كرة قاعدة أمريكي، ولد في 25 نوفمبر 1941 في هافر هيل في الولايات المتحدة.

## وصلات خارجية
- مايك ريان على موقع دوري كرة القاعدة الرئيسي (الإنجليزية)
- مايك ريان على موقعبيزبول رفرنس.كوم (الدوري الرئيسي) (الإنجليزية)
- مايك ريان على موقعبيزبول رفرنس.كوم (الدوري الثانوي) (الإنجليزية)